# Pentwater
Pentwater är en ort (village) i Oceana County i Michigan. Vid 2020 års folkräkning hade Pentwater 890 invånare.